# The Last Broadcast
The Last Broadcast é o segundo álbum de estúdio da banda Doves, lançado em abril de 2002. Esteve na primeira posição na UK Albums Chart. O álbum foi produzido apenas por Doves, com produção adicional de Max Heyes. Steve Osborne produziu "Satellites" e co-produziu "Caught by the River" com a banda. O músico convidado Sean O'Hagan também organizou os instrumentos de cordas, metais e de sopro para "Friday's Dust" e "The Sulphur Man". O primeiro single do álbum, "There Goes the Fear", entrou no UK Singles Chart na posição #3.
"M62 Song" é creditada à banda e Robert Fripp, Michael Giles, Greg Lake, Ian McDonald, e Peter Sinfield, porque, como consta do encarte do álbum, a canção é uma adaptação de "Moonchild" de King Crimson. Da mesma forma, o lado b "Hit the Ground Running" é uma adaptação de "Werewolves of London", de Warren Zevon.

## Recepção
A resposta inicial da critica à The Last Broadcast foi muito positiva. No Metacritic, que atribui uma avaliação normalizada em 100 a partir de comentários críticos, o álbum recebeu uma pontuação média de 85, com base em 20 revisões.

## Faixas
Todas as canções foram escritas por Jez Williams, Jimi Goodwin, e Andy Williams, exceto onde indicado.
1. "Intro" – 1:18
2. "Words" – 5:42
3. "There Goes the Fear" – 6:54
4. "M62 Song" (Williams, Goodwin, Williams, Fripp, Giles, Lake, McDonald, Sinfield) – 3:48
5. "Where We're Calling From" – 1:24
6. "N.Y." – 5:46
7. "Satellites" – 6:50
8. "Friday's Dust" – 3:35
9. "Pounding" – 4:45
10. "Last Broadcast" – 3:22
11. "The Sulphur Man" – 4:37
12. "Caught by the River" – 5:55

Faixa bônus do Japão
1. "Far from Grace" – 4:24
2. "Northenden" – 4:03

### US disco bônus
Primeira prensagem da edição US de The Last Broadcast veio com um CD bônus de edição limitada:
1. "Hit the Ground Running" – 2:54
2. "Far from Grace" – 4:24
3. "Northenden" – 4:03
4. "Willow's Song" (full length version) – 4:20